# (7880) 1992 OM7
1992 أو أم 7 (ويعرف أيضًا باسم (7880) 1992 أو أم 7 وفق تسمية الكوكب الصغير) (بالإنجليزية: 1992 OM7)‏ هو كويكب ضمن حزام الكويكبات؛ وترتيبه 7880 من حيث الاكتشاف.
اكتُشف هذا الجُرم الفلكي بواسطة Álvaro López-García ‏ في 19 يوليو 1992.

## وصلات خارجية
- (7880) 1992 OM7 في قاعدة بيانات مختبر الدفع النفاث لأجرام النظام الشمسي الصغيرة

- الاكتشاف · مخطط المدار ·  العناصر المدارية · المعلمات المادية

- (7880) 1992 OM7 على موقع ويكي سكاي: DSS2, SDSS, GALEX, IRAS, Hydrogen α, X-Ray, Astrophoto, Sky Map, Articles and images